# 줄피야 친샤늘로
줄피야 살라하로브나 친샤늘로(카자흐어: Зүлфия Салахарқызы Чиншанло 줄피야 살라하르크즈 친샤늘로, 러시아어: Зульфия́ Салаха́ровна Чиншанло́, 본명: 자오창링(중국어 간체자: 赵常玲, 정체자: 趙常玲, 병음: Zhào Chánglíng, 한자음: 조상령), 1993년 7월 25일~)는 카자흐스탄의 역도 선수이다.

## 경력

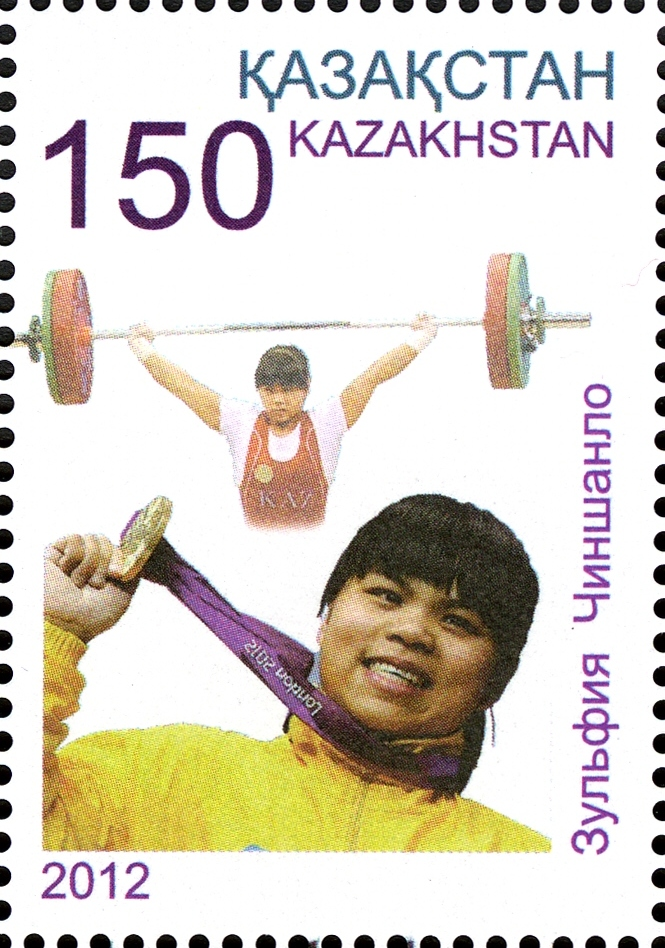
2013년 카자흐스탄에서 발행된 우표에 그려진 줄피야 친샤늘로

친샤늘로는 대한민국 고양에서 열린 2009년 세계 역도 선수권 대회 53kg급에서 합계 219kg(인상 90kg, 용상 129kg)을 들어올려 금메달을 획득했으며 싱가포르에서 열린 2010년 하계 청소년 올림픽 역도 58kg급에서 합계 225kg(인상 95kg, 용상 130kg)을 들어올려 은메달을 획득했다. 중국 광저우에서 열린 2010년 아시안 게임 역도 53kg급에서 합계 219kg(인상 97kg, 용상 122kg)을 들어올려 은메달을 획득했고 프랑스 파리에서 열린 2011년 세계 역도 선수권 대회 53kg급에서 세계 신기록인 합계 227kg(인상 97kg, 용상 130kg)을 기록하면서 금메달을 획득했다.
친샤늘로는 2012년 영국 런던에서 열린 2012년 하계 올림픽 역도 53kg급에서 합계 226kg(인상 95kg, 용상 131kg)을 들어올리면서 금메달을 획득했는데 용상과 합계에서 세계 신기록과 올림픽 신기록을 세우기도 했다. 또한 2012년 11월 8일에는 아시아 올림픽 평의회(OCA)로부터 카자흐스탄의 역도 선수인 일리야 일린, 카자흐스탄의 육상 선수인 올가 리파코바와 함께 2012년 올해의 아시아 선수로 선정되는 영예를 안았다. 대한민국 인천광역시에서 열린 2014년 아시안 게임 역도 53kg급에서는 합계 228kg(인상 96kg, 용상 132kg)을 들어올리면서 은메달을 획득했는데 특히 용상에서 세계 신기록을 세우는 영예를 안았다. 카자흐스탄 알마티에서 열린 2014년 세계 역도 선수권 대회 53kg급에서는 합계 232kg(인상 98kg, 용상 134kg)을 들어올려 금메달을 획득했다.
국제 역도 연맹은 2016년 6월에 2008년 베이징 하계 올림픽, 2012년 런던 하계 올림픽에 참가했던 역도 선수들의 도핑 샘플을 재검사하던 과정에서 친샤늘로의 혈액 샘플에서 근육을 강화하는 스테로이드 성분의 금지 약물 가운데 하나인 옥산드롤론, 스타노졸롤 양성 반응이 나왔다고 밝혔다. 2016년 10월 27일에는 국제 올림픽 위원회(IOC)가 친샤늘로가 2012년 런던 하계 올림픽에서 획득했던 금메달을 박탈하기로 결정했다. 친샤늘로는 2021년 일본 도쿄에서 열린 2020년 하계 올림픽 역도 53kg급에서 합계 213kg(인상 90kg, 용상 123kg)을 들어올려 동메달을 획득했다.

## 출생지와 관련된 논란
국제 역도 연맹(IWF)의 공식 자료에 따르면 친샤늘로는 1993년 7월 25일에 카자흐스탄 알마티에서 태어났으며 중국어, 카자흐어, 러시아어를 구사한다고 언급되어 있다. 또다른 기록에 따르면 친샤늘로는 둥간족이고 모국어도 둥간어라고 한다. 친샤늘로는 2009년 세계 역도 선수권 대회, 2010년 광저우 아시안 게임에서 가진 인터뷰를 통해 자신은 둥간족 출신이고 중국 신장 위구르 자치구에서 2년 동안 중국어를 배웠다고 밝혔다.
그러나 친샤늘로가 2012년 런던 하계 올림픽에서 금메달을 획득한 이후에 중국의 여러 매체들이 친샤늘로는 중국 후난성 융저우시 다오현에서 태어났다며 이의를 제기했다. 이들 매체에 따르면 친샤늘로는 2007년에 카자흐스탄으로 이주했는데 2008년 초반에 카자흐스탄 역도 국가대표팀에 5년 동안 임대하는 조건으로 중국 국가체육총국의 승인을 받았다고 한다. 친샤늘로는 중국 언론과의 인터뷰에서 "나는 올림픽이 끝난 이후에 중국으로 돌아가라는 많은 압박에 시달리고 있다. 만약 내가 중국에 있다면 기회가 없을지도 모른다."고 밝혔다.
친샤늘로가 2012년 런던 하계 올림픽에서 금메달을 획득한 이후에 중국의 여러 매체들이 그의 아버지인 자오구이성(趙貴生)과 어머니인 펑주란(彭珠蘭)을 취재했는데 자오구이성과 펑주란 부부는 자신들의 딸인 친샤늘로가 융저우시 다오현 출신이며 둥간족이 아닌 한족이라는 사실을 확인했다. 이에 대해 카자흐스탄 체육 당국은 "줄피야 친샤늘로는 카자흐스탄 시민인 스포츠 선수이며 14세 시절부터 카자흐스탄에서 생활하면서 훈련해 왔다. 중국 측에서 제기된 공식적인 주장은 카자흐스탄 체육 당국이나 카자흐스탄 역도 연맹에 제출되지 않았다. 친샤늘로는 휴식 기간 동안에 중국을 방문하여 자신의 친척들을 만나기로 결정했으며 세계 역도 선수권 대회·올림픽을 위한 훈련에 복귀할 예정이다."라고 밝혔다.
친샤늘로는 2012년 10월 24일에 중국 후난성 창사시에서 주민 신분증을 받으면서 중국 국적을 회복했다. 하지만 카자흐스탄 국적을 취득하던 당시에 중국에서 등록된 호적부에 그의 이름이 남아 있었기 때문에 중국 국적은 말소되지 않은 것으로 추정된다. 이와 관련해 친샤늘로는 2012년 10월 27일에 중국에서 카자흐스탄으로 귀국하는 과정에서 "중국에서 저에 대해 쓴 글은 모두 사실이 아님을 말씀드리고 싶다. 저는 지금 카자흐스탄으로 돌아와서 이를 증명했다. 저를 응원해주신 모든 분들께 감사드린다. 저에 대한 모든 루머는 다시 한 번 거짓임을 밝힌다. 이 문제에 대해 다시 논의하고 싶지 않다."라고 밝혔다.

## 수상
- 쿠르메트 훈장(2012년)
- 표범 훈장 2등급(2012년)
- 우애 훈장 2등급(2021년)